# Tomoxia flavicans
Tomoxia flavicans es una especie de coleóptero de la familia Mordellidae.

## Distribución geográfica
Habita en Australia.